# Islamej
Die orientalische Fantasie Islamej (auch Islamey) ist ein erstmals 1870 in Moskau veröffentlichtes Klavierstück, das von dem russischen Komponisten Mili Alexejewitsch Balakirew 1869 geschrieben und 1902 revidiert wurde. Es galt aufgrund seiner technischen Anforderungen, unter anderem nach Ansicht von Hans von Bülow, lange Zeit als das schwierigste Stück für Klavier überhaupt.
Das Stück beginnt mit einer Toccata bzw. einer Tremolo-artigen Passage, die die Tempobezeichnung Allegro con fuoco trägt. Ungewöhnlich ist die Taktart 12/16. Es folgt ein langsamer Mittelteil (Andantino espressivo), daran schließt sich die Wiederholung des Anfangsteils in abgewandelter Form und Tonart an. Dann folgt (Allegro vivo), ein Trepak (russischer Tanz). Das Werk endet mit einer Coda (Presto furioso). Die Tonart des Stückes (obgleich schwierig anzugeben, da das Stück bereits sehr viele dissonante Züge trägt) wechselt (nach den Vorzeichen) zwischen Des-Dur und D-Dur. Islamej wurde später von Alfredo Casella (1907) und Sergej Ljapunow orchestriert. Der Stil des Stückes ist stark von orientalischer Musik beeinflusst.
Das Autograph befindet sich in der Russischen Nationalbibliothek.
Balakirew reiste in den Nordkaukasus und beschäftigte sich dort mit der traditionellen Musik der Tscherkessen. Der tscherkessische Volkstanz Islamej inspirierte ihn zu diesem Werk.
Maurice Ravel wollte mit seinem Klavierstück Gaspard de la nuit ein Werk schaffen, das noch „schwieriger als Balakirews Islamej“ sein sollte.